# Kohei Kudo
Kohei Kudo (工藤 浩平 Kudō Kōhei?, nacido el 28 de agosto de 1984 en Ichihara, Chiba) es un futbolista japonés que se desempeña como centrocampista.

## Trayectoria

### Clubes
| Club                | País  | Año         |
| ------------------- | ----- | ----------- |
| JEF United Chiba    | Japón | 2003 - 2010 |
| Kyoto Sanga FC      | Japón | 2011 - 2014 |
| Sanfrecce Hiroshima | Japón | 2015        |
| Matsumoto Yamaga FC | Japón | 2015 -      |

## Estadística de carrera

### J. League
| Club                | Año   | J. League | J. League | Copa J. League | Copa J. League | Total | Total |
| Club                | Año   | Part.     | Goles     | Part.          | Goles          | Part. | Goles |
| ------------------- | ----- | --------- | --------- | -------------- | -------------- | ----- | ----- |
| JEF United Ichihara | 2003  | 2         | 0         | 1              | 0              | 3     | 0     |
| JEF United Ichihara | 2004  | 12        | 1         | 5              | 1              | 17    | 2     |
| JEF United Chiba    | 2005  | 24        | 0         | 8              | 1              | 32    | 1     |
| JEF United Chiba    | 2006  | 10        | 0         | 6              | 0              | 16    | 0     |
| JEF United Chiba    | 2007  | 33        | 4         | 5              | 3              | 38    | 7     |
| JEF United Chiba    | 2008  | 32        | 2         | 7              | 0              | 39    | 2     |
| JEF United Chiba    | 2009  | 32        | 3         | 6              | 0              | 38    | 3     |
| JEF United Chiba    | 2010  | 35        | 2         | -              | -              | 35    | 2     |
| Kyoto Sanga FC      | 2011  | 11        | 3         | -              | -              | 11    | 3     |
| Kyoto Sanga FC      | 2012  | 42        | 4         | -              | -              | 42    | 4     |
| Kyoto Sanga FC      | 2013  | 38        | 2         | -              | -              | 38    | 2     |
| Kyoto Sanga FC      | 2014  | 39        | 0         | -              | -              | 39    | 0     |
| Sanfrecce Hiroshima | 2015  | 1         | 0         | 5              | 0              | 6     | 0     |
| Matsumoto Yamaga FC | 2015  | 15        | 1         | 0              | 0              | 15    | 1     |
| Matsumoto Yamaga FC | 2016  | 42        | 11        | -              | -              | 42    | 11    |
| Matsumoto Yamaga FC | 2017  | 41        | 8         | -              | -              | 41    | 8     |
| Total               | Total | 409       | 41        | 43             | 5              | 452   | 46    |